# Пенроуз, Роланд
Сэр Роланд Алджернон Пенроуз (англ. Sir Roland Algernon Penrose; 14 октября 1900, Лондон — 23 апреля 1984, ферма Фарли, Восточный Суссекс) — британский художник, писатель и историк искусств. Один из основателей сюрреалистского движения в Великобритании и Института современного искусства в Лондоне.

## Жизнь и творчество
Пенроуз родился в состоятельной квакерской семье. Его отец — Джеймс Дойл Пенроуз (1862—1932) — был художником-портретистом, мать — Элизабет Джоузефин — дочерью банкира, лорда Пековера. Воспитывался в атмосфере строгости и религиозной морали. В 1918 году окончил школу Лейтон-Парк в Рединге. После изучения архитектуры в Куинз-колледже Кембриджского университета он решает стать художником. В 1922 году Пенроуз приезжает во Францию, где посещает художественные школы Отона Фриза и Андре Лота, знакомится с кубистскими работами Пикассо и Жорж Брака. Первые работы, нарисованные в Париже, были выполнены в позднекубистическом стиле. В 1924 году Пенроуз покупает виллу Мимоза на юге Франции в местечке Касси-сюр-Мер. Здесь он знакомится с поэтессой Валентиной Буэ, ставшей его женой в 1925 году и введшей его в круг французских сюрреалистов. Художник знакомится с А. Бретоном, Полем Элюаром, Ж. Браком, Жаном Варда, Максом Эрнстом, Х. Миро и другими мастерами. Особенно сильное влияние на его творчество оказал Макс Эрнст, у которого английский художник перенял техники коллажа и фроттажа, используемые Пенроузом в его поздних работах. В 1928 году Пенроуз с женой приезжает в Париж, затем они живут на родине Валентины, в нижней Нормандии. В 1932 году Пенроузы отправляются в путешествие по Индии.
Принимал участие в съёмках фильма Бунюэля "Золотой Век" (1930). Оказывал финансовую помощь в различных издательских проектах.
В 1936 году Пенроуз возвращается в Лондон и участвует в организации Лондонской международной сурреалистической выставки (англ. London International Surrealist Exhibition) в галерее Барлингтон. В 1937 году художник через П. Элюара знакомится с Пикассо, с которым потом дружил долгие годы. В 1938 году Пенроуз организует выставку монументального полотна Пикассо «Герника» в Великобритании. Сюрреалистские воззрения Пенроуза привели со временем к его разрыву с женой, исповедовавшей другие взгляды на искусство (развод состоялся в 1936). В 1938 году он открывает свою Лондонскую галерею, где выставляются работы художников-сюрреалистов и авангардистов, таких как Наум Габо, Пит Мондриан, Вольфганг Паален, Генри Мур, Бен Николсон, Барбара Хепуорт. Художник также начал приобретать работы сюрреалистов и стал обладателем крупнейшей в Англии коллекции современного искусства. Галерея была закрыта в 1940 году в связи с началом Второй мировой войны. После того, как перед своим домом Пенроуз в 1938 году выставляет скульптуру Г.Мура «Мать и дитя», он оказывается в центре скандального обсуждения в прессе, направленного против абстрактного искусства.
В 1937 году Пенроуз знакомится в Париже, на одном из сюрреалистских вечеров, с американской художницей-фотографом Ли Миллер, ранее ассистировавшей художнику Ман Рэю. Ли была замужем за египетским миллионером Азизом Элю-беем и проживала в Каире. В 1939 году она разводится с Азизом и уезжает с Пенроузом в Лондон.
С началом войны Пенроуз, будучи пацифистом по убеждениям, всё же уходит добровольцем и служит в частях противовоздушной обороны, где занимается в первую очередь разработкой цвето- и светомаскировки артиллерийских и зенитных орудий. Занимается также преподаванием; с окончанием войны художник имеет звание капитана. С окончанием военных действий, в 1947 году художник вновь открывает свою Лондонскую галерею, однако из-за недостаточного интереса лондонцев к авангарду в послевоенное время вынужден был её закрыть в 1951 году. В то же время он, совместно с некоторыми другими энтузиастами — издателем Джефри Григсоном, художественным критиком Гербертом Ридом — создаёт в 1947 году лондонский Институт современного искусства (англ. ICA). В 1948 в институте проводится первая большая выставка «40 лет современного искусства», с большим количеством работ художников-кубистов; затем — «40000 лет современного искусства» — об искусстве народов Африки.
В 1947 году Роланд и Ли поженились. В 1949 году они покупают ферму Фарли в Суррее, вокруг которой художник создаёт скульптурный парк, а в самом здании размещает своё собрание художественных работ, включающее полотна Пикассо и сюрреалистов. Вплоть до конца 1970-х годов Петроуз работает куратором при Институте современного искусства и галерее Тейт. Был автором монографий о жизни и творчестве Пикассо (1958), Миро (1970), Ман Рэя (1975) и Антони Тапиеса (1978).

## Награды
За организацию выставки работ Пикассо в галерее Тейт в 1958 году Р.Пенроуз был награждён орденом Британской империи. В 1966 году ему присвоено рыцарское звание. В 1980 году, к 80-летию художника, он становится почётным доктором в области литературы Суссекского университета.

## Избранные работы
- The Last One — коллаж, (1984)
- House the Light-house — гуашь, коллаж (1983), Галерея Тейт, Лондон
- The Last Voyage of Captain Cook — скульптура (1936-67), Галерея Тейт, Лондон
- Portrait — холст, масло (1939), Галерея Тейт, Лондон
- Magnetic Moths — (1938), Галерея Тейт, Лондон
- Le Grand Jour — холст, масло (1938), Галерея Тейт, Лондон

## Сочинения
- Tàpies. Originalausgabe 1978, Neuauflage: Ediciones Poligrafa S.A, 1995, ISBN 84-343-0467-8.
- Man Ray. Originalausgabe 1975, Neuauflage: Thames & Hudson Ltd, 1989, ISBN 0-500-27055-4.
- Joan Miro (World of Art) Thames & Hudson Ltd, 1970, ISBN 0-500-18105-5.
- Pablo Picasso. Sein Leben — sein Werk. Originalausgabe 1958, 2. Aufl., Heyne, München 1985, ISBN 3-453-55083-8.
- Kenneth Armitage, Bodensee-Verlag, Originalausgabe 1960.